# 松平頼学
松平 頼学（まつだいら よりさと）は、江戸時代後期の大名。伊予西条藩の第9代藩主。官位は従四位上・侍従兼左近衛権少将。

## 生涯
文化5年12月3日（1809年）、西条藩の第8代藩主・松平頼啓の長男として誕生。
天保3年（1832年）閏11月25日、父の隠居により家督を継いだ。藩政においては『西条誌』20巻の編纂など、文武の奨励に尽力している。弘化3年（1846年）、本家に当たる紀州藩主徳川斉順の死去に際し、隠居していた先代藩主の徳川治宝は西条藩から頼学を紀州藩主に迎えようとした。しかし、附家老水野忠央による治宝への中傷を交えた妨害と幕府の強い意向により、清水徳川家から斉彊を藩主に迎えることになった。
文久2年（1862年）11月21日、家督を五男・頼英に譲って隠居し、慶応元年（1865年）8月14日に死去した。享年57（満56歳没）。

## 系譜
- 父：松平頼啓（1785-1848）
- 母：大熊氏 - 法梁院
- 正室：一条通子（1806-1884） - 智月院。関白左大臣一条忠良の娘
  - 長女：靖姫（1825-1846） - 成等院。松平頼永正室
  - 長男：久松丸（1826-1827）
  - 次男：銐丸（1829-1830）
  - 三男：充千代（1832-1834）
- 側室：近藤氏（1815-1889） -  りく。与志の方。玉蓮院
  - 次女：粒姫（1839-1840）
  - 四男：徳之丞（1841-1842）
  - 六男：松平頼久（徳川茂承）（1844-1906） - 紀州藩主徳川慶福（家茂）の将軍就任に伴い、幕命により紀州藩の家督を相続し14代藩主のち侯爵。[1]
- 側室：山野井氏
  - 三女：悌姫（1841-1843）
  - 五男：松平頼英（1843-1905） - 相続。のち子爵。
- 養子
  - 男子：松平頼永（1827-1848） - 陸奥国守山藩主松平頼慎の三男。頼学の婿養嗣子。相続前に早世し、頼学の実子の頼英が相続。